# بی وفایان
بی وفایان (ایتالیایی: Le infedeli) یک فیلم کمدی درام ایتالیایی محصول ۱۹۵۳ به کارگردانی ماریو مونیچلی و استنو و با بازی جینا لولوبریجیدا است.